# Che cosa credo
Che cosa credo (in francese Ce que je crois) è un libro del filosofo e scrittore cattolico francese Jean Guitton.

## Contenuto
Il libro è suddiviso in tre parti:
Prima parte: Esame di verità
1. Credere e non credere
2. Le mie fonti
3. Ricordi clandestini
4. Il Concilio della mia vita
5. Crisi attuale della fede cattolica
6. La ricerca della verità

Seconda parte: Quello che penso
1. La piramide e i livelli
2. La Chiesa e il Vangelo
3. Gesù
4. Dio
5. Connessione tra questi tre problemi

Terza parte: Motivi più segreti
1. La mia esperienza del destino
2. Preghiera all'Eterno presente nel tempo
3. La pietà
4. I santi
5. L'ipotesi opposta

Quarta parte: Prospettive
1. La permanenza della Chiesa
2. Il cattolicesimo sintesi totale
3. Le due verità
4. I formulari della mia fede
5. L'avvenire

## Edizioni in italiano
- Jean Guitton, Che cosa credo, traduzione di Marta Spranzi; prefazione all'edizione italiana di Giulio Giorello, Bompiani, Milano 1993